# Капітолійська трійця
Капітолійська трійця — три найважливіших бога в Стародавньому Римі: Юпітер, Юнона і Мінерва, які шанувалися в Капітолійському храмі.
Термін введено в XIX столітті. Культ тріади можливо був етруського походження (Тінія, Уні та Менрва), оскільки є археологічні знахідки, що підтверджують цю версію. Деякі дослідження припускають, що спочатку римляни мали іншу, архаїчну тріаду, що відповідає загальній індоєвропейській моделі (Юпітер, Марс і Квірін).
Культ шанувався у різних римських колоніях. Вшанування Капітолійської тріади припинилося разом із руйнуванням храму вандалами у 455.